# Mårten Stiernström
Mårten Bengt Ottosson Stiernström, född den 1 september 1905 i Härnösand, död den 20 september 1974 i Göteborg, var en svensk jurist och ämbetsman. 
Stiernström avlade juris kandidatexamen 1927 och genomgick polischefskurs 1936. Efter tingstjänstgöring 1927–1932 var han extra ordinarie länsbokhållare i Örebro län 1932–1936, landsfogde i Västmanlands län 1936–1947, krigsfiskal vid Västmanlands flygflottilj 1938–1947, byråchef vid riksåklagarämbetet 1948, landssekreterare i Norrbottens län 1949–1956, statsåklagare i Göteborg 1956–1964 och överåklagare där från 1965. Stiernström blev riddare av Nordstjärneorden 1945 och kommendör av samma orden 1957. Han vilar på Viby gamla kyrkogård i Närke.